# Voeltzkowia
Genre
Synonymes
- Sirenoscincus Sakata & Hikida, 2003

Voeltzkowia est un genre de sauriens de la famille des Scincidae fouissant dans le sable. Leur corps est allongé et leurs membres réduits voir absent. Ils sont également dépigmentés et leurs yeux sont extrêmement réduits et enfouis sous la peau. Très peu d'informations sont disponibles quant à leur écologie.

## Répartition
Les trois espèces de ce genre sont endémiques de Madagascar.

## Liste des espèces
Selon The Reptile Database (7 septembre 2015) :
- Voeltzkowia mira Boettger, 1893
- Voeltzkowia mobydick (Miralles, Anjeriniaina, Hipsley, Müller, Glaw & Vences, 2012)
- Voeltzkowia yamagishii (Sakata & Hikida, 2003)

## Taxinomie
Le genre Sirenoscincus a été placé en synonymie par Miralles, Hipsley, Erens, Gehara, Rakotoarison, Glaw, Müller & Vences en 2015.

## Étymologie
Ce genre est nommé en l'honneur d'Alfred Voeltzkow.

## Publication originale
- Boettger, 1893 : Katalog der Reptilien-Sammlung im Museum der Senckenbergischen Naturforschenden Gesellschaft in Frankfurt am Main. I. Teil (Rhynchocephalen, Schildkröten, Krokodile, Eidechsen, Chamäleons). Gebrüder Knauer, Frankfurt am Main, p. 1-140 (texte intégral).